# Rangers Football Club 2000-2001

## Stagione
- In Scottish Premier League i Rangers si classificano al secondo posto (82 punti) dietro al Celtic e davanti all'Hibernian.
- In Scottish Cup vengono eliminati ai quarti di finale dal Dundee Utd (0-1).
- In Scottish League Cup vengono eliminati in semifinale dal Celtic (1-3).
- In Champions League, dopo aver sconfitto i lituani dello Žalgiris Kaunas e i danesi dell'Herfølge, vengono inseriti nel gruppo D con Sturm Graz, Galatasaray e Monaco, classificandosi terza con 8 punti, accedendo così ai sedicesimi di finale di Coppa UEFA.
- In Coppa UEFA, vengono eliminati ai sedicesimi di finale dal Kaiserslautern (1-3 complessivo).

## Maglie e sponsor
| Casa | Trasferta | Terza divisa |

## Rosa
| N. |                        | Ruolo | Calciatore               |
| -- | ---------------------- | ----- | ------------------------ |
| 1  | Germania (bandiera)    | P     | Stefan Klos              |
| 2  | Paesi Bassi (bandiera) | D     | Fernando Ricksen         |
| 3  | Australia (bandiera)   | D     | Craig Moore              |
| 4  | Italia (bandiera)      | D     | Lorenzo Amoruso          |
| 5  | Paesi Bassi (bandiera) | D     | Arthur Numan             |
| 6  | Scozia (bandiera)      | C     | Barry Ferguson           |
| 7  | Russia (bandiera)      | C     | Andrei Kanchelskis       |
| 8  | Paesi Bassi (bandiera) | C     | Giovanni van Bronckhorst |
| 9  | Paesi Bassi (bandiera) | A     | Michael Mols             |
| 10 | Inghilterra (bandiera) | A     | Rod Wallace              |
| 11 | Germania (bandiera)    | C     | Jörg Albertz             |
| 12 | Stati Uniti (bandiera) | C     | Claudio Reyna            |
| 14 | Paesi Bassi (bandiera) | C     | Ronald de Boer           |
| 15 | Paesi Bassi (bandiera) | D     | Bert Konterman           |
| 16 | Scozia (bandiera)      | A     | Billy Dodds              |
| 17 | Turchia (bandiera)     | C     | Tugay Kerimoğlu          |
| 18 | Scozia (bandiera)      | C     | Neil McCann              |
| 19 | Scozia (bandiera)      | D     | Scott Wilson             |

| N. |                             | Ruolo | Calciatore          |
| -- | --------------------------- | ----- | ------------------- |
| 20 | Danimarca (bandiera)        | P     | Jesper Christiansen |
| 21 | Italia (bandiera)           | D     | Sergio Porrini      |
| 22 | Norvegia (bandiera)         | A     | Tore André Flo      |
| 23 | Scozia (bandiera)           | A     | Kenny Miller        |
| 24 | Scozia (bandiera)           | C     | Allan Johnston      |
| 25 | Australia (bandiera)        | D     | Tony Vidmar         |
| 26 | Danimarca (bandiera)        | C     | Peter Løvenkrands   |
| 28 | Polonia (bandiera)          | D     | Dariusz Adamczuk    |
| 29 | Finlandia (bandiera)        | D     | Tero Penttilä       |
| 30 | Francia (bandiera)          | P     | Lionel Charbonnier  |
| 31 | Giamaica (bandiera)         | A     | Marcus Gayle        |
| 32 | Scozia (bandiera)           | P     | Mark Brown          |
| 33 | Scozia (bandiera)           | D     | Bob Malcolm         |
| 35 | Finlandia (bandiera)        | D     | Jani Kauppila       |
| 40 | Francia (bandiera)          | C     | Fabrice Fernandes   |
| 44 | Scozia (bandiera)           | D     | Maurice Ross        |
| 45 | Irlanda del Nord (bandiera) | C     | Stephen Carson      |
| 48 | Scozia (bandiera)           | C     | Stephen Hughes      |